# Veronika beschließt zu sterben (Film)
Veronika beschließt zu sterben (Originaltitel: Veronika Decides to Die) ist ein US-amerikanischer Spielfilm der Regisseurin Emily Young. Der Film basiert auf dem gleichnamigen Roman Veronika beschließt zu sterben von Paulo Coelho.
Die Dreharbeiten begannen am 12. Mai 2008 in New York und wurden am 22. Juni beendet. Die Veröffentlichung erfolgte im August 2009 in Brasilien. In Deutschland erschien der Film am 30. September 2010, in den US-Kinos wurde er hingegen erst im Jahr 2015 gezeigt.

## Handlung
Die 27-jährige Veronika ist vom Leben gelangweilt. Sie ist hübsch, hat einen gut bezahlten Job und lebt in New York. Doch eines Tages beschließt sie sich das Leben zu nehmen. Sie nimmt eine Überdosis an Medikamenten. Doch Veronika wird gefunden und überlebt den Suizidversuch. Als sie wieder zu sich kommt, findet sie sich in der Psychiatrie Villette wieder, wo man ihr sagt, dass ihr Herz von der Überdosis einen Schaden davongetragen habe und sie innerhalb weniger Wochen sterben werde.
Fortan lebt Veronika in der Klinik das Leben einer Verrückten und beginnt eine emotionale Bindung zu einem jungen Mann namens Edward. Langsam, aber sicher beginnt Veronika sich wieder mit dem Leben anzufreunden – im Bewusstsein, dass sie bald sterben wird. Sie flieht zusammen mit Edward aus der psychiatrischen Anstalt, um – wie sie glaubt – die letzten Tage ihres Lebens auszukosten.
Gegen Ende des Films stellt sich jedoch heraus, dass Veronika körperlich gesund ist und ihren Suizidversuch ohne bleibende medizinische Folgen überstanden hat. Der behandelnde Psychiater Dr. Blake hat Veronikas bevorstehenden Tod bewusst experimentell fehldiagnostiziert, um durch einen solchen therapeutischen Trick Veronika ihre Lebensmüdigkeit zu nehmen. Nach seiner unorthodoxen Auffassung kann bei suizidgefährdeten Patienten die Lebensverbitterung, die durch ein Körpergift namens „Vitriol“ ausgelöst wird, nur durch ein Bewusstsein des Todes wirksam therapiert werden. Dr. Blakes Experiment in Veronikas Therapie erweist sich am Schluss als erfolgreich.

## Kritik
„Trotz einer überzeugenden Hauptdarstellerin ist „Veronika beschließt zu sterben“ nur bedingt zu empfehlen. Bis auf eine einzige Ausnahme völlig vorhersehbar und daher über weite Strecken langatmig, da alles auf die finale Moral von der Geschicht’ hinkonstruiert wirkt, könnte der Film allenfalls Anhänger der Vorlage ansprechen, die jedoch nicht allzu viel erwarten sollten, da vieles ausgelassen wurde, vor allem, was die Nebenfiguren betrifft, die hier allenfalls als Staffage dienen.“

„Es geht, frei nach Martin Heidegger, um das gute Gefühl des Auf-der-Welt-Seins, um die Bejahung des Lebens und den […] Kampf darum. Das „bewusste“ Sterben holt Veronika ins Hier und Heute zurück, der moderne Score von Murray Gold erdet den Film in unserer Realität. Eine philosophische Arbeit, aber nicht verkopft, eine kluge Roman-Interpretation, die Kitsch und Klischees meidet. Im zeitgenössischen Kino ist das selten.“

„Eine Britin inszeniert die Vorlage eines brasilianischen Autors in einer amerikanischen Produktion mit einer Darstellerin in der Hauptrolle, die in erster Linie durch Teenie-Horrorfilme bekannt ist. Da stellt sich die Frage, ob das gut gehen kann. Und es funktioniert. Regisseurin Emily Young inszeniert feinfühlig und für amerikanische Verhältnisse unkonventionell. Obwohl die Handlung von Slowenien nach New York verlegt wurde, erinnert der Stil des Öfteren an osteuropäische Filme, was sicher auch daran liegt, dass Young ihre Filmausbildung an der Hochschule im polnischen Łódź genossen hat. Sarah Michelle Gellar glänzt in der Hauptrolle durch ihr nuanciertes und niemals aufdringliches Spiel und schwimmt sich erfolgreich von ihrem Image frei.“

„VERONIKA BESCHLIESST ZU STERBEN ist ein schwerer Film. Er philosophiert über den Tod, die Definition mentaler Gesundheit, unsere Wahrnehmung (und der allgemeine Konsens) der Realität und – nicht zuletzt – die tiefere Bedeutung des Lebens. Der Film hat eine Botschaft, ist aber nicht aufdringlich. Er setzt Gedankenprozesse in Gang. Und er endet auf einer Note, die man nicht erwartet hätte, die diese Geschichte aber schön abschließt.“

„Insgesamt ein sehenswerter, nicht gerader leichter Film, der technisch souverän ist, aber leider hapert es bei der Story etwas. Dennoch lohnend“

„Die Bilder und die exzellenten Darsteller machen „Veronika“ zu einer feinfühligen Parabel über das Wunder des Lebens.“

„Zum Glück setzt der Film nicht auf plappernde Charaktere, sondern auf Bilder und ausdrucksstarke Darsteller. Vieles wird nicht gesagt, nicht ausgesprochen, nicht plattgewalzt. Und gerade das macht den Film zu einer guten Coelho-Verfilmung.“

Der Focus lobt in seiner Rezension des Films vor allem die schauspielerische Leistung von Sarah Michelle Gellar, die „die Rolle der einsamen, verbitterten Veronika“, die ins Leben zurückfinde, „einfühlsam“ ohne Rührseligkeit spiele und damit beweise, dass sie auch „Talent für Charakterrollen“ habe.

## Veröffentlichung
Der Film erschien am 21. August 2009 in den brasilianischen Kinos. An seinem Startwochenende spielte der Film bei 61 Aufführungen über 90.000 US-Dollar ein und in den Folgewochen über 170.000 $. Im Oktober folgten Veröffentlichungen in Polen und Schweden, am 12. November in Südkorea und im Februar 2010 in Russland. Während im April in Frankreich und Japan die DVD erschien, kam der Film am 18. Juni in Mexiko, am 1. Juli in Argentinien und am 30. September 2010 in Deutschland in die Kinos. In den USA lief der Film erst am 20. Januar 2015 in den US-amerikanischen Kinos an und erschien dort am 17. März 2015 auf DVD.
Insgesamt spielte der Film 1,7 Mio. US-Dollar ein, darunter alleine rund 650.000 US-$ in Polen und 135.000 US-$ in Deutschland.